# George Bastl

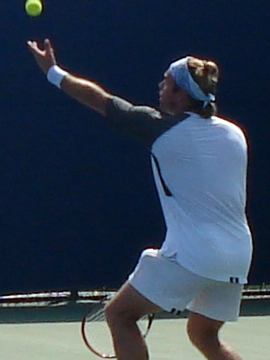
George Bastl in Toronto (2008)

George Bastl is een tennisser uit Zwitserland.
Hij is bekend geworden doordat hij Pete Sampras versloeg op Wimbledon 2002, in de tweede ronde op baan 2, ook wel genoemd Graveyard of Champions in de allerlaatste Wimbledon-wedstrijd van Sampras. Dit was een jaar nadat deze had verloren van die andere grote, en tevens Zwitserse, tennisser Roger Federer.